# Ania Loomba
Ania Loomba ist eine indische Literaturwissenschaftlerin. Sie ist Autorin postkolonialismus-kritischer Studien und arbeitet als Literaturprofessorin an der University of Pennsylvania.
Loomba erforscht und unterrichtet englische Literatur und Kultur der Frühen Neuzeit, Postkolonialismus, Geschichte des Kolonialismus und Postkolonialismus in Südasien sowie postkoloniale Literatur und Kultur. Im Mittelpunkt ihrer wissenschaftlichen Interessen stehen Geschichte und Literatur des Rassismus, des Kolonialismus und der Nationenbildung vom 16. Jahrhundert bis heute. Viele von ihren Arbeiten – so Colonialism/Postcolonialism (1998) und Shakespeare, Race and Colonialism (2002) – setzen sich mit Shakespeare und dem Theater der Renaissance auseinander. Zu ihren Forschungen über die Geschichte des Rassismus seit der Frühen Neuzeit zählen auch Arbeiten über frühe Kontakte Englands zu Indien, den Molukken und der Türkei.

## Werke
- Postcolonial Studies and Beyond. Verlag Permanent Black. New Delhi 2006 – Herausgegeben zusammen mit Suvir Kaul, Matti Bunzl, Antoinette Burton und Jed Esty.
- Colonialism/Postcolonialism. 1998
- Postcolonial Shakespeares. 1998
- Shakespeare, Race, and Colonialism. Oxford 2002

Beiträge
- Loomba, Ania: Remembering Said. Comparative Studies of South Asia, Africa and the Middle East. Nr. 23, Nummer 1&2, 2003, (MUSE)